# Suède aux Jeux olympiques d'été de 2020
La Suède participe aux Jeux olympiques de 2020 à Tokyo au Japon. Il s'agit de sa 28e participation à des Jeux d'été.

## Médaillés
| Sport      | Discipline                   | Athlète(s)                                                   | Performance  | Date       |
| ---------- | ---------------------------- | ------------------------------------------------------------ | ------------ | ---------- |
| Athlétisme | Lancer du disque masculin    | Daniel Ståhl                                                 | 68,90 m      | 31 juillet |
| Athlétisme | Saut à la perche masculin    | Armand Duplantis                                             | 6,02 m       | 3 août     |
| Équitation | Saut d’obstacles par équipes | Malin Baryard-Johnsson Henrik von Eckermann Peder Fredricson | 0 (122 s 90) | 7 août     |

| Sport      | Discipline                  | Athlète(s) | Performance                       | Date        |
| ---------- | --------------------------- | --- | --------------------------------- | ----------- |
| Athlétisme | Lancer du disque masculin   | Simon Pettersson | 67,39 m                           | 31 juillet  |
| Natation   | 50 m nage libre féminin     | Sarah Sjöström | 24 s 07                           | {1er\|août} |
| Voile      | Laser femmes                | Josefin Olsson | 78 points                         | {1er\|août} |
| Voile      | 470 hommes                  | Fredrik Bergström Anton Dahlberg | 45 points                         | 4 août      |
| Équitation | Saut d’obstacles individuel | Peder Fredricson | 0 (38 s 02)                       | 4 août      |
| Football   | Tournoi féminin             | Jonna Andersson Filippa Angeldal Anna Anvegård Kosovare Asllani Hanna Bennison Nathalie Björn Stina Blackstenius Rebecka Blomqvist Magdalena Eriksson Jennifer Falk Hanna Glas Lina Hurtig Amanda Ilestedt Sofia Jakobsson Madelen Janogy Emma Kullberg Hedvig Lindahl Zećira Mušović Julia Roddar Fridolina Rolfö Olivia Schough Caroline Seger | Canada Défaite 1-1 (2-3 t. a. b.) | 6 août      |

| Sport      |   |   |   | Total |
| ---------- | - | - | - | ----- |
| Athlétisme | 2 | 1 | 0 | 3     |
| Équitation | 1 | 1 | 0 | 2     |
| Football   | 0 | 1 | 0 | 1     |
| Natation   | 0 | 1 | 0 | 1     |
| Voile      | 0 | 2 | 0 | 2     |
| Total      | 3 | 6 | 0 | 9     |

| Jour       |   |   |   | Total |
| ---------- | - | - | - | ----- |
| 31 juillet | 1 | 1 | 0 | 2     |
| 1er août   | 0 | 2 | 0 | 2     |
| 3 août     | 1 | 0 | 0 | 1     |
| 4 août     | 0 | 2 | 0 | 2     |
| 6 août     | 0 | 1 | 0 | 1     |
| 7 août     | 1 | 0 | 0 | 1     |
| Total      | 3 | 6 | 0 | 9     |

| Sexe   |   |   |   | Total |
| ------ | - | - | - | ----- |
| Femmes | 0 | 3 | 0 | 3     |
| Hommes | 2 | 2 | 0 | 4     |
| Mixte  | 1 | 1 | 0 | 2     |
| Total  | 3 | 6 | 0 | 9     |

## Athlètes engagés
| Sport           | Hommes | Femmes | Total |
| --------------- | ------ | ------ | ----- |
| Athlétisme      | 12     | 9      | 21    |
| Aviron          | 0      | 1      | 1     |
| Badminton       | 1      | 0      | 1     |
| Boxe            | 1      | 1      | 2     |
| Canoë-kayak     | 2      | 1      | 3     |
| Cyclisme        | 0      | 1      | 1     |
| Équitation      | 4      | 8      | 12    |
| Football        | 0      | 22     | 22    |
| Golf            | 2      | 2      | 4     |
| Gymnastique     | 1      | 1      | 2     |
| Haltérophilie   | 0      | 1      | 1     |
| Handball        | 15     | 15     | 30    |
| Judo            | 3      | 1      | 4     |
| Lutte           | 1      | 2      | 3     |
| Natation        | 4      | 6      | 10    |
| Plongeon        | 0      | 1      | 1     |
| Skateboard      | 1      | 0      | 1     |
| Tennis          | 0      | 1      | 1     |
| Tennis de table | 3      | 2      | 5     |
| Tir             | 1      | 0      | 1     |
| Tir à l'arc     | 0      | 1      | 1     |
| Voile           | 5      | 4      | 9     |
| Total           | 56     | 80     | 136   |

## Résultats

### Athlétisme
| Athlète           | Épreuve                  | 1er tour      | 1er tour    | Demi-finale | Demi-finale | Finale          | Finale  |
| Athlète           | Épreuve                  | Temps         | Rang        | Temps       | Rang        | Temps           | Rang    |
| ----------------- | ------------------------ | ------------- | ----------- | ----------- | ----------- | --------------- | ------- |
| Andreas Kramer    | 800 m masculin           | 1 min 46 s 44 | 5e          | Éliminé     | Éliminé     | Éliminé         | Éliminé |
| Kalle Berglund    | 1 500 m masculin         | 3 min 49 s 43 | 12e         | Éliminé     | Éliminé     | Éliminé         | Éliminé |
| Erik Blomberg     | 3 000 m steeple masculin | 8 min 39 s 57 | 13e         | Non disputé | Non disputé | Éliminé         | Éliminé |
| Vidar Johansson   | 3 000 m steeple masculin | 8 min 32 s 86 | 10e         | Non disputé | Non disputé | Éliminé         | Éliminé |
| Simon Sundström   | 3 000 m steeple masculin | 8 min 29 s 84 | 11e         | Non disputé | Non disputé | Éliminé         | Éliminé |
| Perseus Karlström | 20 km marche masculin    | Non disputé   | Non disputé | Non disputé | Non disputé | 1 h 22 min 29 s | 9e      |
| Meraf Bahta       | 10 000 m féminin         | Non disputé   | Non disputé | Non disputé | Non disputé | 32 min 10 s 49  | 18e     |
| Sarah Lahti       | 10 000 m féminin         | Non disputé   | Non disputé | Non disputé | Non disputé | Abandon         | Abandon |
| Carolina Wikström | Marathon féminin         | Non disputé   | Non disputé | Non disputé | Non disputé | 2 h 33 min 19 s | 22e     |

| Athlète            | Épreuve                    | Qualification | Qualification | Finale      | Finale                             |
| Athlète            | Épreuve                    | Performance   | Rang          | Performance | Rang                               |
| ------------------ | -------------------------- | ------------- | ------------- | ----------- | ---------------------------------- |
| Armand Duplantis   | Saut à la perche masculin  | 5,75 m        | 3e            | 6,02 m      | Médaille d'or, Jeux olympiques     |
| Thobias Montler    | Saut en longueur masculin  | 8,01 m        | 8e            | 8,08 m      | 7e                                 |
| Wictor Petersson   | Lancer du poids masculin   | 19,73 m       | 28e           | Éliminé     | Éliminé                            |
| Simon Pettersson   | Lancer du disque masculin  | 64,18 m       | 7e            | 67,39 m     | Médaille d'argent, Jeux olympiques |
| Daniel Ståhl       | Lancer du disque masculin  | 66,12 m       | 1er           | 68,90 m     | Médaille d'or, Jeux olympiques     |
| Kim Amb            | Lancer du javelot masculin | 82,40 m       | 12e           | 79,69 m     | 11e                                |
| Erika Kinsey       | Saut en hauteur féminin    | 1,93 m        | 15e           | Éliminée    | Éliminée                           |
| Maja Nilsson       | Saut en hauteur féminin    | 1,95 m        | 11e           | 1,84 m      | 13e                                |
| Michaela Meijer    | Saut à la perche féminin   | 4,40 m        | 16e           | Éliminée    | Éliminée                           |
| Angelica Bengtsson | Saut à la perche féminin   | 4,55 m        | 12e           | 4,50 m      | 13e                                |
| Khaddi Sagnia      | Saut en longueur féminin   | 6,76 m        | 7e            | 6,67 m      | 9e                                 |
| Fanny Roos         | Lancer du poids féminin    | 19,01 m       | 4e            | 18,91 m     | 7e                                 |

### Aviron
| Athlète         | Compétition   | Série         | Série | Repêchages | Repêchages | Quarts de finale | Quarts de finale | Demi-finale                   | Demi-finale | Finale                 | Finale |
| Athlète         | Compétition   | Temps         | Rang  | Temps      | Rang       | Temps            | Rang             | Temps                         | Rang        | Temps                  | Rang   |
| --------------- | ------------- | ------------- | ----- | ---------- | ---------- | ---------------- | ---------------- | ----------------------------- | ----------- | ---------------------- | ------ |
| Lovisa Claesson | Skiff féminin | 7 min 58 s 41 | 3e    | -          | -          | 8 min 16 s 99    | 4e               | Demi-finale C/D 7 min 35 s 91 | 1re         | Finale C 7 min 41 s 07 | 14e    |

### Badminton
| Athlète         | Compétition   | Phase de groupes          | Phase de groupes           | Phase de groupes | 1/8e de finale   | Quarts de finale | Demi-finales     | Finale           | Finale  |
| Athlète         | Compétition   | Adversaire Score          | Adversaire Score           | Rang             | Adversaire Score | Adversaire Score | Adversaire Score | Adversaire Score | Rang    |
| --------------- | ------------- | ------------------------- | -------------------------- | ---------------- | ---------------- | ---------------- | ---------------- | ---------------- | ------- |
| Felix Burestedt | Simple hommes | Chou Défaite 12-21, 11-21 | Yang Victoire 21-12, 21-17 | 2e du gr. P      | Éliminé          | Éliminé          | Éliminé          | Éliminé          | Éliminé |

### Boxe
| Athlète          | Catégorie              | 1/16e de finale     | 1/8e de finale      | Quart de finale     | Demi-finale         | Finale              | Rang     |
| Athlète          | Catégorie              | Adversaire Résultat | Adversaire Résultat | Adversaire Résultat | Adversaire Résultat | Adversaire Résultat | Rang     |
| ---------------- | ---------------------- | ------------------- | ------------------- | ------------------- | ------------------- | ------------------- | -------- |
| Adam Chartoi     | Moyens hommes (-75 kg) | Verón Défaite 0-5   | Éliminé             | Éliminé             | Éliminé             | Éliminé             | Éliminé  |
| Agnes Alexiusson | Légers femmes (-60 kg) | Wu Défaite 1-4      | Éliminée            | Éliminée            | Éliminée            | Éliminée            | Éliminée |

### Canoë-kayak
| Athlète         | Compétition     | Série          | Série | Quarts de finale | Quarts de finale | Demi-finale    | Demi-finale | Finale         | Finale |
| Athlète         | Compétition     | Temps          | Rang  | Temps            | Rang             | Temps          | Rang        | Temps          | Rang   |
| --------------- | --------------- | -------------- | ----- | ---------------- | ---------------- | -------------- | ----------- | -------------- | ------ |
| Petter Menning  | K1 200 m hommes | 34 s 698       | 1er   | -                | -                | 35 s 149       | 3e          | 35 s 562       | 6e     |
| Linnea Stensils | K1 200 m femmes | 41 s 109       | 3e    | 21 s 313         | 1re              | 38 s 858       | 4e          | 39 s 287       | 5e     |
| Linnea Stensils | K1 500 m femmes | 1 min 48 s 144 | 1re   | -                | -                | 1 min 51 s 902 | 1re         | 1 min 53 s 600 | 5e     |

| Athlète     | Compétition  | Série    | Série | Série   | Série | Série    | Série | Demi-finale | Demi-finale | Finale   | Finale |
| Athlète     | Compétition  | Run 1    | Rang  | Run 2   | Rang  | Meilleur | Rang  | Temps       | Rang        | Temps    | Rang   |
| ----------- | ------------ | -------- | ----- | ------- | ----- | -------- | ----- | ----------- | ----------- | -------- | ------ |
| Erik Holmer | K-1 masculin | 100 s 36 | 18e   | 94 s 91 | 12e   | 94 s 91  | 16e   | 98 s 45     | 10e         | 148 s 59 | 9e     |

### Cyclisme
| Athlète       | Compétition              | Temps   | Rang    |
| ------------- | ------------------------ | ------- | ------- |
| Emilia Fahlin | Contre-la-montre féminin | Forfait | Forfait |
| Emilia Fahlin | Course en ligne féminine | Forfait | Forfait |

| Athlète        | Compétition | Temps           | Rang |
| -------------- | ----------- | --------------- | ---- |
| Jenny Rissveds | Femmes      | 1 h 21 min 28 s | 44e  |

### Équitation
| Athlète                                        | Cheval         | Compétition | Grand Prix | Grand Prix | Grand prix spécial | Grand prix spécial | Grand prix libre | Grand prix libre | Total   | Total |
| Athlète                                        | Cheval         | Compétition | Score      | Rang       | Score              | Rang               | Score            | Rang             | Score   | Rang  |
| ---------------------------------------------- | -------------- | ----------- | ---------- | ---------- | ------------------ | ------------------ | ---------------- | ---------------- | ------- | ----- |
| Therese Nilshagen                              | Dante Weltino  | Individuel  | 75,140     | 12e        | Non disputé        | Non disputé        | 79,721           | 14e              | -       | 14e   |
| Antonia Ramel                                  | Brother de Jeu | Individuel  | 68,540     | 35e        | Non disputé        | Non disputé        | Éliminée         | Éliminée         | -       | 35e   |
| Juliette Ramel                                 | Buriel         | Individuel  | 73,369     | 15e        | Non disputé        | Non disputé        | 81,182           | 9e               | -       | 9e    |
| Therese Nilshagen Antonia Ramel Juliette Ramel | voir ci-dessus | Par équipes | 6 969,0    | 6e         | 7 210,0            | 6e                 | Non disputé      | Non disputé      | 7 210,0 | 6e    |

| Athlète                                                                  | Cheval                    | Compétition | Dressage  | Dressage | Cross-country  | Cross-country | Cross-country | Saut d'obstacles | Saut d'obstacles | Saut d'obstacles | Saut d'obstacles | Saut d'obstacles | Saut d'obstacles | Total     | Total    |
| Athlète                                                                  | Cheval                    | Compétition | Dressage  | Dressage | Cross-country  | Cross-country | Cross-country | Qualification    | Qualification    | Qualification    | Finale           | Finale           | Finale           | Total     | Total    |
| Athlète                                                                  | Cheval                    | Compétition | Pénalités | Rang     | Pénalités      | Total         | Rang          | Pénalités        | Total            | Rang             | Pénalités        | Total            | Rang             | Pénalités | Rang     |
| ------------------------------------------------------------------------ | ------------------------- | ----------- | --------- | -------- | -------------- | ------------- | ------------- | ---------------- | ---------------- | ---------------- | ---------------- | ---------------- | ---------------- | --------- | -------- |
| Louise Romeike                                                           | Cato 60                   | Individuel  | 28,00     | 9e       | Éliminée       | Éliminée      | Éliminée      | Éliminée         | Éliminée         | Éliminée         | Éliminée         | Éliminée         | Éliminée         | Éliminée  | Éliminée |
| Ludwig Svennerstål                                                       | Balham Mist               | Individuel  | 35,00     | 40e      | Abandon        | Abandon       | Abandon       | Éliminé          | Éliminé          | Éliminé          | Éliminé          | Éliminé          | Éliminé          | Éliminé   | Éliminé  |
| Therese Viklund                                                          | Viscera                   | Individuel  | 28,10     | 11e      | Éliminée       | Éliminée      | Éliminée      | Éliminée         | Éliminée         | Éliminée         | Éliminée         | Éliminée         | Éliminée         | Éliminée  | Éliminée |
| Louise Romeike Ludwig Svennerstål Therese Viklund Sara Algotsson Ostholt | voir ci-dessus + Chicuelo | Par équipes | 91,10     | 5e       | 600,00 + 20,00 | 711,10        | 14e           | 33,20            | 744,30           | 14e              | Non disputé      | Non disputé      | Non disputé      | 744,30    | 14e      |

| Athlète                                                      | Cheval         | Compétition | Qualification | Qualification | Qualification | Qualification | Qualification | Finale    | Finale    | Finale    | Finale | Finale | Barrage   | Barrage | Barrage                            |
| Athlète                                                      | Cheval         | Compétition | Pénalités     | Pénalités     | Pénalités     | Temps         | Rang          | Pénalités | Pénalités | Pénalités | Temps  | Rang   | Pénalités | Temps   | Rang                               |
| Athlète                                                      | Cheval         | Compétition | Saut          | Temps         | Total         | Temps         | Rang          | Saut      | Temps     | Total     | Temps  | Rang   | Pénalités | Temps   | Rang                               |
| ------------------------------------------------------------ | -------------- | ----------- | ------------- | ------------- | ------------- | ------------- | ------------- | --------- | --------- | --------- | ------ | ------ | --------- | ------- | ---------------------------------- |
| Malin Baryard-Johnsson                                       | Indiana        | Individuel  | 0,00          | 0,00          | 0,00          | 87,42         | =1re          | 0,00      | 0,00      | 0,00      | 87,22  | =1re   | 0         | 40,76   | 5e                                 |
| Henrik von Eckermann                                         | King Edward    | Individuel  | 0,00          | 0,00          | 0,00          | 88,00         | =1er          | 0,00      | 0,00      | 0,00      | 85,48  | =1er   | 0         | 39,71   | 4e                                 |
| Peder Fredricson                                             | All In         | Individuel  | 0,00          | 0,00          | 0,00          | 85,83         | =1er          | 0,00      | 0,00      | 0,00      | 86,77  | =1er   | 0         | 38,02   | Médaille d'argent, Jeux olympiques |
| Malin Baryard-Johnsson Henrik von Eckermann Peder Fredricson | voir ci-dessus | Par équipes | -             | -             | 0             | -             | 1er           | -         | -         | 8         | -      | =1er   | 0         | 122,90  | Médaille d'or, Jeux olympiques     |

### Football
| Compétition     | Phase de groupe         | Phase de groupe        | Phase de groupe               | Phase de groupe | Quart de finale    | Demi-finale            | Finale / MB                    | Finale / MB                        |
| Compétition     | Adversaire Score        | Adversaire Score       | Adversaire Score              | Rang            | Adversaire Score   | Adversaire Score       | Adversaire Score               | Rang                               |
| --------------- | ----------------------- | ---------------------- | ----------------------------- | --------------- | ------------------ | ---------------------- | ------------------------------ | ---------------------------------- |
| Tournoi féminin | États-Unis Victoire 3-0 | Australie Victoire 4-2 | Nouvelle-Zélande Victoire 2-0 | 1re             | Japon Victoire 3-1 | Australie Victoire 1-0 | Canada Défaite 1-1 (2-3 {tab}) | Médaille d'argent, Jeux olympiques |

### Golf
| Athlète           | Compétition       | Scores | Scores | Scores | Scores | Total     | Rang |
| Athlète           | Compétition       | Jour 1 | Jour 2 | Jour 3 | Jour 4 | Total     | Rang |
| ----------------- | ----------------- | ------ | ------ | ------ | ------ | --------- | ---- |
| Alex Noren        | Épreuve masculine | 67     | 67     | 72     | 67     | 273 (-11) | 16e  |
| Henrik Norlander  | Épreuve masculine | 68     | 73     | 72     | 67     | 280 (-4)  | 45e  |
| Anna Nordqvist    | Épreuve féminine  | 72     | 69     | 68     | 70     | 279 (-5)  | 23e  |
| Madelene Sagström | Épreuve féminine  | 66     | 68     | 71     | 72     | 277 (-7)  | 20e  |

### Gymnastique artistique
| Athlète        | Compétition      | Qualifications | Qualifications | Qualifications | Qualifications | Qualifications    | Qualifications | Qualifications | Qualifications | Finale   | Finale         | Finale   | Finale   | Finale            | Finale     | Finale  | Finale  |
| Athlète        | Compétition      | Appareil       | Appareil       | Appareil       | Appareil       | Appareil          | Appareil       | Total          | Rang           | Appareil | Appareil       | Appareil | Appareil | Appareil          | Appareil   | Total   | Rang    |
| Athlète        | Compétition      | Sol            | Cheval d'arçon | Anneaux        | Saut           | Barres parallèles | Barre fixe     | Total          | Rang           | Sol      | Cheval d'arçon | Anneaux  | Saut     | Barres parallèles | Barre fixe | Total   | Rang    |
| -------------- | ---------------- | -------------- | -------------- | -------------- | -------------- | ----------------- | -------------- | -------------- | -------------- | -------- | -------------- | -------- | -------- | ----------------- | ---------- | ------- | ------- |
| David Rumbutis | Concours général | 12,166         | 12,033         | 11,200         | 12,716         | 11,733            | 12,533         | 72,765         | 61e            | Éliminé  | Éliminé        | Éliminé  | Éliminé  | Éliminé           | Éliminé    | Éliminé | Éliminé |

| Athlète        | Compétition         | Qualifications | Qualifications | Finale   | Finale   |
| Athlète        | Compétition         | Total          | Rang           | Total    | Rang     |
| -------------- | ------------------- | -------------- | -------------- | -------- | -------- |
| Jonna Adlerteg | Barres asymétriques | 14,533         | 12e            | Éliminée | Éliminée |

### Handball
| Compétition      | Phase de groupe        | Phase de groupe       | Phase de groupe         | Phase de groupe       | Phase de groupe         | Phase de groupe | Quart de finale             | Demi-finale          | Finale / 3e place     | Finale / 3e place |
| Compétition      | Adversaire Score       | Adversaire Score      | Adversaire Score        | Adversaire Score      | Adversaire Score        | Rang            | Adversaire Score            | Adversaire Score     | Adversaire Score      | Rang              |
| ---------------- | ---------------------- | --------------------- | ----------------------- | --------------------- | ----------------------- | --------------- | --------------------------- | -------------------- | --------------------- | ----------------- |
| Tournoi masculin | Bahreïn Victoire 32-31 | Japon Victoire 28-26  | Portugal Victoire 29-28 | Égypte Défaite 22-27  | Danemark Victoire 33-30 | 3e              | Espagne Défaite 33-34       | Éliminés             | Éliminés              | 5e                |
| Tournoi féminin  | Espagne Victoire 31-24 | Russie Victoire 36-24 | France Nul 28-28        | Brésil Victoire 34-31 | Hongrie Défaite23-26    | 1re             | Corée du Sud Victoire 39-30 | France Défaite 27-29 | Norvège Défaite 19-36 | 4e                |

### Haltérophilie
| Athlète           | Compétition           | Arraché  | Arraché | Épaulé-jeté | Épaulé-jeté | Total  | Rang |
| Athlète           | Compétition           | Résultat | Rang    | Résultat    | Rang        | Total  | Rang |
| ----------------- | --------------------- | -------- | ------- | ----------- | ----------- | ------ | ---- |
| Patricia Strenius | Moins de 76 kg femmes | 102 kg   | 7e      | 133 kg      | 4e          | 235 kg | 4e   |

### Judo
| Athlète       | Compétition           | 1er tour                 | 2e tour                        | Huitième de finale            | Quart de finale     | Demi-finale         | Repêchage           | Finale / MB         | Rang    |
| Athlète       | Compétition           | Adversaire Résultat      | Adversaire Résultat            | Adversaire Résultat           | Adversaire Résultat | Adversaire Résultat | Adversaire Résultat | Adversaire Résultat | Rang    |
| ------------- | --------------------- | ------------------------ | ------------------------------ | ----------------------------- | ------------------- | ------------------- | ------------------- | ------------------- | ------- |
| Tommy Macias  | Moins de 73 kg hommes | Exempté                  | Victor Scvortov Victoire 10-01 | Gjakova Défaite 00-11         | Éliminé             | Éliminé             | Éliminé             | Éliminé             | Éliminé |
| Robin Pacek   | Moins de 81 kg hommes | Thaoubani Victoire 10-00 | Aprahamian Victoire 10-00      | Casse Défaite 01-11           | Éliminé             | Éliminé             | Éliminé             | Éliminé             | Éliminé |
| Marcus Nyman  | Moins de 90 kg hommes | Exempté                  | Finesse Victoire 10-00         | Sherazadishvili Défaite 00-10 | Éliminé             | Éliminé             | Éliminé             | Éliminé             | Éliminé |
| Anna Bernholm | Moins de 70 kg femmes | Exemptée                 | Landolsi Victoire 10-00        | Bellandi Défaite 01-11        | Éliminé             | Éliminé             | Éliminé             | Éliminé             | Éliminé |

### Lutte
| Athlète                | Compétition                | Huitièmes de finale       | Quarts de finale    | Demi-finale         | Repêchage             | Finale 3e place Classement | Rang |
| Athlète                | Compétition                | Adversaire Résultat       | Adversaire Résultat | Adversaire Résultat | Adversaire Résultat   | Adversaire Résultat        | Rang |
| ---------------------- | -------------------------- | ------------------------- | ------------------- | ------------------- | --------------------- | -------------------------- | ---- |
| Sofia Mattsson         | Libre 53 kg femmes         | Phogat Défaite 1-7        | Éliminée            | Éliminée            | Éliminée              | Éliminée                   | 13e  |
| Henna Johansson        | Libre 62 kg femmes         | Amri Victoire 5-1         | Kawai Défaite 2-10  | Non qualifiée       | Ovcharova Défaite 7-8 | Éliminée                   | 7e   |
| Alex Bjurberg Kessidis | Gréco-romaine 77 kg hommes | Huseynov Défaite 1-1 (VP) | Éliminé             | Éliminé             | Éliminé               | Éliminé                    | 11e  |

### Natation
| Athlète          | Épreuve            | Série         | Série | Demi-finale  | Demi-finale | Finale       | Finale  |
| Athlète          | Épreuve            | Temps         | Rang  | Temps        | Rang        | Temps        | Rang    |
| ---------------- | ------------------ | ------------- | ----- | ------------ | ----------- | ------------ | ------- |
| Björn Seeliger   | 50 m nage libre    | 22 s 19       | 23e   | Éliminé      | Éliminé     | Éliminé      | Éliminé |
| Robin Hanson     | 100 m nage libre   | 49 s 07       | 27e   | Éliminé      | Éliminé     | Éliminé      | Éliminé |
| Robin Hanson     | 200 m nage libre   | 1 min 47 s 02 | 23e   | Éliminé      | Éliminé     | Éliminé      | Éliminé |
| Victor Johansson | 800 m nage libre   | 7 min 49 s 14 | 10e   | Non disputé  | Non disputé | Éliminé      | Éliminé |
| Victor Johansson | 1 500 m nage libre | 15 min 5 s 53 | 18e   | Non disputé  | Non disputé | Éliminé      | Éliminé |
| Erik Persson     | 200 m brasse       | 2 min 8 s 76  | 6e    | 2 min 8 s 76 | 8e          | 2 min 8 s 88 | 8e      |

| Athlète                                                                    | Épreuve              | Série         | Série   | Demi-finale   | Demi-finale | Finale        | Finale                             |
| Athlète                                                                    | Épreuve              | Temps         | Rang    | Temps         | Rang        | Temps         | Rang                               |
| -------------------------------------------------------------------------- | -------------------- | ------------- | ------- | ------------- | ----------- | ------------- | ---------------------------------- |
| Michelle Coleman                                                           | 50 m nage libre      | 24 s 84       | 20e     | Éliminée      | Éliminée    | Éliminée      | Éliminée                           |
| Michelle Coleman                                                           | 100 m nage libre     | 53 s 53       | 12e     | 53 s 73       | 14e         | Éliminée      | Éliminée                           |
| Michelle Coleman                                                           | 100 m brasse         | 1 min         | 21e     | Éliminée      | Éliminée    | Éliminée      | Éliminée                           |
| Emelie Fast                                                                | 100 m brasse         | 1 min 7 s 98  | 27e     | Éliminée      | Éliminée    | Éliminée      | Éliminée                           |
| Louise Hansson                                                             | 100 m brasse         | Forfait       | Forfait | Forfait       | Forfait     | Forfait       | Forfait                            |
| Louise Hansson                                                             | 100 m papillon       | 56 s 97       | 6e      | 56 s 92       | 7e          | 56 s 22       | 5e                                 |
| Sophie Hansson                                                             | 100 m brasse         | 1 min 5 s 66  | 4e      | 1 min 5 s 81  | 4e          | 1 min 6 s 07  | 6e                                 |
| Sophie Hansson                                                             | 200 m brasse         | 2 min 23 s 82 | 12e     | 2 min 24 s 28 | 10e         | Éliminée      | Éliminée                           |
| Sarah Sjöström                                                             | 50 m nage libre      | 24 s 26       | 4e      | 24 s 13       | 3e          | 24 s 07       | Médaille d'argent, Jeux olympiques |
| Sarah Sjöström                                                             | 100 m nage libre     | 52 s 91       | 5e      | 52 s 82       | 4e          | 52 s 68       | 5e                                 |
| Sarah Sjöström                                                             | 100 m papillon       | 56 s 18       | 3e      | 56 s 40       | 4e          | 56 s 91       | 7e                                 |
| Michelle Coleman Louise Hansson Sophie Hansson Sarah Sjöström Sara Junevik | 4 × 100 m nage libre | 3 min 35 s 93 | 8e      | Non disputé   | Non disputé | 3 min 34 s 69 | 6e                                 |
| Michelle Coleman Louise Hansson Sophie Hansson Sarah Sjöström              | 4 × 100 m 4 nages    | 3 min 56 s 23 | 5e      | Non disputé   | Non disputé | 3 min 54 s 27 | 5e                                 |

### Plongeon
| Athlète         | Compétition                | Éliminatoires | Éliminatoires | Demi-finale | Demi-finale | Finale   | Finale   |
| Athlète         | Compétition                | Points        | Rang          | Points      | Rang        | Points   | Rang     |
| --------------- | -------------------------- | ------------- | ------------- | ----------- | ----------- | -------- | -------- |
| Emma Gullstrand | Tremplin à 3 mètres femmes | 289,65        | 12e           | 288,85      | 13e         | Éliminée | Éliminée |

### Skateboard
| Athlète                  | Compétition | Rounds | Rounds | Finale  | Finale  |
| Athlète                  | Compétition | Points | Rang   | Points  | Rang    |
| ------------------------ | ----------- | ------ | ------ | ------- | ------- |
| Oskar Rozenberg Hallberg | Hommes      | 56,66  | 17e    | Éliminé | Éliminé |

### Tennis
| Athlète          | Épreuve      | 1/32e de finale           | 1/16e de finale           | 1/8e de finale      | Quarts de finale    | Demi-finale         | Finale / MB         | Rang     |
| Athlète          | Épreuve      | Adversaire Résultat       | Adversaire Résultat       | Adversaire Résultat | Adversaire Résultat | Adversaire Résultat | Adversaire Résultat | Rang     |
| ---------------- | ------------ | ------------------------- | ------------------------- | ------------------- | ------------------- | ------------------- | ------------------- | -------- |
| Rebecca Peterson | Simple dames | Sherif Victoire 7-5, 7-61 | Rybakina Défaite 2-6, 3-6 | Éliminée            | Éliminée            | Éliminée            | Éliminée            | Éliminée |

### Tennis de table
| Athlète(s)                                     | Compétition        | Tour préliminaire | 1er tour              | 2e tour            | 3e tour           | 4e tour                 | Quarts de finale  | Demi-finale      | Finale / MB      | Rang     |
| Athlète(s)                                     | Compétition        | Adversaire Score  | Adversaire Score      | Adversaire Score   | Adversaire Score  | Adversaire Score        | Adversaire Score  | Adversaire Score | Adversaire Score | Rang     |
| ---------------------------------------------- | ------------------ | ----------------- | --------------------- | ------------------ | ----------------- | ----------------------- | ----------------- | ---------------- | ---------------- | -------- |
| Mattias Falck                                  | Simple messieurs   | Exempté           | Exempté               | Exempté            | Assar Défaite 3-4 | Éliminé                 | Éliminé           | Éliminé          | Éliminé          | Éliminé  |
| Anton Källberg                                 | Simple messieurs   | Exempté           | Exempté               | Kumar Victoire 4-0 | Lin Défaite 1-4   | Éliminé                 | Éliminé           | Éliminé          | Éliminé          | Éliminé  |
| Mattias Falck Anton Källberg Kristian Karlsson | Par équipes hommes | Non disputé       | Non disputé           | Non disputé        | Non disputé       | États-Unis Victoire 3-1 | Japon Défaite 1-3 | Éliminés         | Éliminés         | 5e       |
| Linda Bergström                                | Simple dames       | Exemptée          | Mukherjee Défaite 3-4 | Éliminée           | Éliminée          | Éliminée                | Éliminée          | Éliminée         | Éliminée         | Éliminée |
| Christina Källberg                             | Simple dames       | Exemptée          | Shao Défaite 3-4      | Éliminée           | Éliminée          | Éliminée                | Éliminée          | Éliminée         | Éliminée         | Éliminée |

### Tir
| Athlète        | Compétition | Qualification | Qualification | Finale  | Finale  |
| Athlète        | Compétition | Points        | Rang          | Points  | Rang    |
| -------------- | ----------- | ------------- | ------------- | ------- | ------- |
| Stefan Nilsson | Skeet,      | 119           | 23e           | Éliminé | Éliminé |

### Tir à l'arc
| Athlète             | Compétition        | Tour préliminaire | Tour préliminaire | 1er tour               | 2e tour          | 3e tour          | Quarts de finale | Demi-finale      | Finale / 3e place | Rang     |
| Athlète             | Compétition        | Score             | Rang              | Adversaire Score       | Adversaire Score | Adversaire Score | Adversaire Score | Adversaire Score | Adversaire Score  | Rang     |
| ------------------- | ------------------ | ----------------- | ----------------- | ---------------------- | ---------------- | ---------------- | ---------------- | ---------------- | ----------------- | -------- |
| Christine Bjerendal | Individuel femmes, | 622               | 55e               | Rebagliati Défaite 2-6 | Éliminée         | Éliminée         | Éliminée         | Éliminée         | Éliminée          | Éliminée |

### Voile
| Athlète                          | Compétition         | Régate | Régate | Régate | Régate | Régate | Régate | Régate | Régate | Régate | Régate | Régate      | Régate      | Régate | Total net | Rang final                         |
| Athlète                          | Compétition         | 1      | 2      | 3      | 4      | 5      | 6      | 7      | 8      | 9      | 10     | 11          | 12          | CM     | Total net | Rang final                         |
| -------------------------------- | ------------------- | ------ | ------ | ------ | ------ | ------ | ------ | ------ | ------ | ------ | ------ | ----------- | ----------- | ------ | --------- | ---------------------------------- |
| Fredrik Bergström Anton Dahlberg | 470 hommes          | 1      | (15)   | 8      | 5      | 6      | 11     | 1      | 5      | 3      | 1      | Non disputé | Non disputé | 4      | 45        | Médaille d'argent, Jeux olympiques |
| Max Salminen                     | Finn hommes         | 8      | (12)   | 7      | 8      | 12     | 8      | 4      | 2      | 11     | 12     | Non disputé | Non disputé | 18     | 90        | 9e                                 |
| Jesper Stålheim                  | Laser hommes        | 22     | 11     | 1      | 20     | 4      | 17     | 11     | 9      | (29)   | 13     | Non disputé | Non disputé | EL     | 108       | 14e                                |
| Olivia Bergström Lovisa Karlsson | 470 femmes          | (19)   | 10     | 10     | 16     | 7      | 9      | 18     | 14     | 11     | 18     | Non disputé | Non disputé | EL     | 111       | 14e                                |
| Josefin Olsson                   | Laser Radial femmes | (34)   | 15     | 8      | 4      | 1      | 6      | 4      | 9      | 22     | 10     | Non disputé | Non disputé | 1      | 81        | Médaille d'argent, Jeux olympiques |
| Emil Järudd Cecilia Jonsson      | Nacra 17 mixte      | 18     | 13     | 11     | 16     | 12     | 14     | (19)   | 16     | 3      | 10     | 16          | 16          | EL     | 144       | 14e                                |